# Slaget vid Allia
Slaget vid Allia var ett slag under den första galliska invasionen av Italien. Slaget utkämpades vid floden Allia, som är en biflod till Tibern. Den romerska arméns nederlag gjorde att vägen låg öppen för gallerna att fortsätta sin marsch söderut och plundra staden Rom. Slaget skall ha ägt rum den 18 juli 390 f.Kr. (mer troligt är dock 387 f.Kr.).

## Bakgrund
Före slaget hade gallerna invaderat det etruskiska området (i nuvarande provinsen Siena) och angripit staden Clusium. Clusianerna, som överväldigades av fiendens antal och våldsamhet, vädjade till Rom om hjälp, även om de inte var allierade. Rom, som var försvagat av de senaste krigen, sände en delegation för att utreda situationen. Förhandlingarna bröt samman, vilket resulterade i att Quintus Fabius, en medlem av en mäktig patricierfamilj, dödade en av de galliska ledarna. Gallerna krävde att Fabius skulle överlämnas till dem för att rättvisa skulle skipas. Men de trotsiga romarna inte bara vägrade, utan som Livius skriver, "de som borde ha straffats utsågs i stället för det kommande året till militära tribuner med konsulära befogenheter (det högsta som kan beviljas)." De rasande gallerna utlovade krig mot romarna för att hämnas den skymf som de hade fått utstå, vilket resulterade i slaget vid Allia och senare belägringen av själva Rom.

## Romersk katastrof
Enligt den gemensamma (men felaktiga) varroniska kronologin, ägde striden rum den 18 juli 390 f.Kr., men en mera trolig tidpunkt är 387. Ungefär 24 000 romare under Quintus Sulpicius kämpade mot senonerna, som leddes av Brennus, en gallisk stam som var ungefär lika stor. Med sex legioner förskansade sig romarna vid Allia för att hejda senonernas framryckning mot Rom. 
Vid denna tidpunkt utgjordes en legion av 4 200 man, men den var sällan fullbemannad. Den romerska armén var vid tidpunkten för slaget en milis som i strid mycket liknade en grekisk falangs stridslinje, med tunga hopliter i centrum (som företrädde de rika romerska medborgarna) och som sträckte sig ut till flankerna, vilka bestod av fattiga och dåligt beväpnade utskrivna soldater (varje soldat var tvungen att skaffa sin egen utrustning). När gallerna anföll och besegrade de romerska flankerna, lämnades den romerska centern omringad och blev sedan nedgjord. Många av Roms äldre medborgare utgjorde denna center och de skulle saknas i den kommande katastrofen. 
Resterna av legionerna flydde i panik tillbaka till Rom, som Livius uttrycker det, "alla skyndade till Rom och tog sin tillflykt till Capitolium utan att stänga portarna." I Rom barrikaderade sig medborgarna på Capitolinska kullen. Gallerna prövade förgäves ett frontalangrepp, men blev tvungna att stanna halvvägs uppför kullen och på grund av romarnas snabbtänkthet, och en direkt romerska attack senare, fick gallerna betala dyrt och förlorade många liv. Vid det här tillfället behövde de romerska soldaterna i Veii få fram ett budskap till senaten för att återinsätta Marcus Furius Camillus som diktator och general, varför en budbärare klättrade nedför en brant klippa som gallerna hade försummat att bevaka. Budbäraren lämnade senaten med dess godkännande, men gallerna hade upptäckt denna väg uppför kullen. Enligt legenden varnades Marcus Manlius Capitolinus för det galliska angreppet av Junos heliga gäss ("de kapitolinska gässen"). Resten av staden plundrades och nästan alla romerska arkiv förstördes. Marcus Furius Camillus kan ha kommit med en befrielsearmé, men denna uppgift kan vara romersk propaganda för att dämpa förnedringen av nederlaget. Gallerna kan ha varit dåligt förberedda för en belägring och därtill bröt en epidemi ut bland dem som en följd av att de inte begravde de döda. Brennus och romarna förhandlade fram ett slut på belägringen då romarna gick med på att betala tusen pund guld. 
Enligt traditionen, för att lägga sten på börda, upptäckte man att Brennus använde tyngre vikter än normalt vid vägningen av guldet. När romarna klagade ska Brennus ha utropat "Vae victis" – "Ve de besegrade". Enligt vissa romerska historiker, var det i detta ögonblick som Camillus kom med en romersk armé, och efter att han lagt sitt svärd i vågskålen, utropade han: "inte guld, men stål inlöser den fädernesjorden", vilket var en signal att angripa gallerna. En strid följde på gatorna i Rom, men ingen av arméerna stred effektivt på de smala gatorna och gränderna. Den galliska och romerska armén lämnade staden och stred nästa dag. Camillus armé uppfyllde hans förväntningar och den galliska armén besegrades. Romarna kallade Camillus den "andre Romulus", den andra grundaren av Rom. Det militära system som uppstod till följd av slaget utgjorde grundval för alla romerska arméer under de närmast följande århundradena, liksom det blev ett instrument som gjorde romarriket möjligt.

## Återhämtning och reform
Det har antagits att det före belägringen inte fanns någon effektiv mur runt den större staden, eftersom Roms tidigare etruskiska härskare kan ha tvingat romarna att avveckla betydande försvar. Som en följd av belägringen och den nästan totala förstörelsen av Rom byggde romarna den mycket starkare serviska muren. Romarna började också omstrukturera sin militära organisation. De upphörde att använda den typ av spjut som användes i den grekiska falangen och började använda bättre och mer standardiserade rustningar och vapen. Senare, efter romerska nederlag i det andra samniterkriget, som tydliggjorde behovet av flexibilitet, omorganiserades legionen till tre huvudlinjer med soldater: hastati längst fram, principes i mitten och triarii längst bak. Män som hade kämpat i legionen i upp till två år skulle strida i velites-ledet långt fram, kastande spjut på fienden, för att sedan slå till reträtt. De soldater som hade mer erfarenhet skulle strida i de närmaste två leden beväpnade med korta svärd och en sköld. De äldre triarii slutligen skulle stå i de bakre leden, organiserad i mindre enheter av 60 man istället för 120 i främsta ledet. Triarii var beväpnade med hoplitvapen och rustning. Romarna hade skapat en "undervisningsarmé" som skulle införa de unga veliterna i striden och samtidigt minimera risken för dödsfall. Nederlaget som förde Rom i händerna på gallerna var sista gången staden Rom erövrades av icke-romerska styrkor fram till 410 e.Kr. då visigoterna under Alarik plundrade staden.